# (6701) Warhol
(6701) Warhol est un astéroïde de la ceinture principale.

## Description
(6701) Warhol est un astéroïde de la ceinture principale. Il fut découvert par Antonín Mrkos le 14 janvier 1988 à l'observatoire Klet'. Il présente une orbite caractérisée par un demi-grand axe de 2,5972 UA, une excentricité de 0,1450 et une inclinaison de 12,7536° par rapport à l'écliptique.
Il fut nommé en hommage à Andy Warhol (1928-1987), artiste américain et un des principaux représentants du pop art.

## Compléments